# Поетонім
Поетонім (від грец. poiētikē — «майстерність творення») — вид ідеонімів, власна назва, що засвідчена у художньому творі.

## Види поетонімів
Поетоніми поділяються на два пласти:
- вітопоетоніми (від лат. vita — «життя») — власні назви живих істот у художніх творах (наприклад, герой Голден Колфілд з роману Дж. Д. Селінджера «Ловець у житі»).
- абіоніми (від англ. abio — «без життя») — власні назви неживих об'єктів у художніх творах (наприклад, ріка Дніпро, Пам'ятник засновникам Києва).